# Verpflegungsmehraufwand
Verpflegungsmehraufwand bezeichnet die zusätzlichen Kosten, die eine Person zu tragen hat, weil sie sich aus beruflichen Gründen außerhalb der eigenen Wohnung und außerhalb der ersten Tätigkeitsstätte (bis einschließlich 2013: regelmäßige Arbeitsstätte) aufhält und sich daher nicht so günstig wie zu Hause verpflegen kann. Dieser beruflich bedingte Mehraufwand kann mit pauschalen Beträgen als Betriebsausgabe (§ 4 Abs. 5 S. 1 Nr. 5 EStG) oder Werbungskosten (§ 9 Abs. 4a EStG) in der Einkommensteuererklärung geltend gemacht werden. Auch ein steuerfreier Auslagenersatz durch den Arbeitgeber ist möglich. Die Kosten der Übernachtung und anderer Aufwendungen anlässlich einer Dienstreise sind Reisekosten.

## Pauschbeträge für den Verpflegungsmehraufwand
Ausgaben für die eigene Ernährung sind als Kosten der privaten Lebensführung nicht bei der Berechnung der Einkommensteuer abziehbar. Nur wenn der Verpflegungsmehraufwand für auswärtige Tätigkeiten beruflich oder geschäftlich veranlasst ist, kann er als Werbungskosten oder Betriebsausgaben berücksichtigt werden. Da die individuelle Ermittlung der genauen Mehr-Beträge sehr aufwändig wäre, werden Pauschalbeträge/Pauschbeträge vorgegeben, die abhängig von Reisedauer und Reiseland sind. Weitere Bezeichnungen für diese Pauschale sind Pauschbetrag für den Verpflegungsmehraufwand, Verpflegungspauschbetrag oder Verpflegungspauschale. Der Abzug ist auf die Pauschsätze begrenzt, auch wenn die tatsächlichen Kosten nachweisbar höher waren.
Bei der Umsatzsteuer gilt diese Regelung nicht; hier kann der Unternehmer Vorsteuer aus den tatsächlichen Verpflegungskosten geltend machen.

### Verpflegungspauschalen für Dienstreisen im Inland
| Jahr der Reise | 8–14h | 14h-24h | Tag  | Berufskraftfahrer Nacht im Fahrzeug |
| -------------- | ----- | ------- | ---- | ----------------------------------- |
| 2024           | 14 €  | 14 €    | 28 € | 9 €                                 |
| 2020–2023      | 14 €  | 14 €    | 28 € | 8 €                                 |
| 2014–2019      | 12 €  | 12 €    | 24 € | 5 €                                 |
| bis Ende 2013  | 6 €   | 12 €    | 24 € |                                     |

Für eine Dienstreise im Inland werden seit Anfang 2020 Verpflegungsmehraufwendungen zu folgenden Beträgen pro Kalendertag angesetzt:
- Mehrtägige auswärtige Tätigkeiten
  - 28 Euro für jeden Kalendertag, an dem der Arbeitnehmer 24 Stunden von seiner Wohnung und der ersten Tätigkeitsstätte abwesend ist,
  - jeweils 14 Euro für den An- und Abreisetag, wenn der Arbeitnehmer an diesem, einem anschließenden oder vorhergehenden Tag außerhalb seiner Wohnung übernachtet, eine Mindestabwesenheitszeit ist nicht erforderlich.
- Auswärtige Tätigkeiten ohne Übernachtung
  - 14 Euro für den Kalendertag oder die Nacht, an dem der Arbeitnehmer ohne Übernachtung mehr als 8 Stunden von seiner Wohnung und der ersten Tätigkeitsstätte abwesend ist. Erstreckt sich die Auswärtstätigkeit über zwei Kalendertage (Nachtarbeit), ist die Pauschale dem Kalendertag zuzurechnen, an dem der Reisende länger unterwegs war.
- Bei Übernachtungen von Berufskraftfahrern im Fahrzeug zusätzlich
  - 9 Euro pauschal (bis 2023: 8 Euro) für jede auswärtige Übernachtung eines Berufskraftfahrers (§ 9 Abs. 1 S. 3 Nr. 5b EStG).

Maßgebend ist die Abwesenheitsdauer von der Wohnung und der ersten Tätigkeitsstätte (bis 2013: regelmäßigen Arbeitsstätte). Führt jemand an einem Kalendertag mehrere Dienstreisen durch, können die Abwesenheitszeiten an diesem Kalendertag zusammengerechnet werden.
Dauert die Auswärtstätigkeit am selben Ort längere Zeit an (Dreimonatsfrist), geht das Steuerrecht davon aus, dass die Organisation der eigenen Verpflegung günstiger möglich ist, vergleichbar einem festen Arbeitsort. Der Abzug von Verpflegungspauschalen ist daher auf drei Monate am selben Tätigkeitsort begrenzt. Wenn die Dreimonatsfrist mindestens vier Wochen lang unterbrochen wird, z. B. durch vorübergehende Tätigkeit an einem anderen Arbeitsort oder Urlaub, beginnt eine neue Dreimonatsfrist zu laufen.
Im Falle einer Einsatzwechseltätigkeit hat der Arbeitnehmer keine erste Tätigkeitsstätte, so dass nur die Abwesenheitsdauer von der Wohnung maßgebend ist. Bei länger andauerndem Einsatz am selben Ort ist auch hier nach Ablauf der Dreimonatsfrist kein pauschaler Abzug von Verpflegungsmehraufwand zulässig.
Von 2014 bis 2019 wurden Verpflegungsmehraufwendungen zu folgenden Beträgen pro Kalendertag angesetzt:
- Bei einer Abwesenheit von 24 Stunden ein Betrag in Höhe von 24 €,
- Bei dienstlichen Reisen von mehr als 8 Stunden, sowie für An- und Abreisetag, ein Betrag von 12 €,
- Bei Berufskraftfahrern konnte nur ein Schätzbetrag von 5 € geltend gemacht werden.

Bis Ende 2013 wurden Verpflegungsmehraufwendungen zu folgenden Beträgen pro Kalendertag angesetzt:
- 24 € bei einer Abwesenheit von 24 Stunden,
- 12 € bei einer Abwesenheit von weniger als 24 Stunden, aber mindestens 14 Stunden,
- 06 € bei einer Abwesenheit von weniger als 14 Stunden, aber mindestens 08 Stunden (§ 4 Abs. 5 S. 1 Nr. 5 EStG a.F.)

### Verpflegungspauschalen für Dienstreisen im Ausland
Für Dienstreisen im Ausland gelten vom Zielland abhängige Pauschalen, die vom Bundesministerium der Finanzen jährlich neu bekanntgegeben werden. Für dort nicht aufgeführte Länder sind die Beträge für Luxemburg anzusetzen, es sei denn, es handelt sich um Übersee- oder Außengebiete (dann ist der für das Mutterland geltende Pauschbetrag maßgebend). Bei Durchreisen und für den Anreisetag bei mehrtägigen Auslandsreisen bestimmt sich der Pauschbetrag nach dem Ort, den der Steuerpflichtige vor 24:00 Uhr Ortszeit zuletzt erreicht hat. Für eintägige Reisen ins Ausland und für Rückreisetage aus dem Ausland in das Inland bei mehrtägigen Reisen ist der Pauschbetrag des letzten Tätigkeitsortes im Ausland maßgeblich.
Im öffentlichen Dienst erstattet der Arbeitgeber geringere Auslandsverpflegungspauschalen, die in der Allgemeinen Verwaltungsvorschrift über die Neufestsetzung der Auslandstage- und Auslandsübernachtungsgelder (ARVVwV) festgelegt sind. Die Differenz zu den steuerrechtlichen Pauschalen können die Beschäftigten als Werbungskosten bei der Einkommensteuererklärung geltend machen.

### Ersatz durch den Arbeitgeber
Erhält ein Arbeitnehmer Verpflegungskosten durch den Arbeitgeber ersetzt, ist dieser Ersatz bis zur Höhe des steuerlich zulässigen Pauschbetrags steuerfrei. Wird im Rahmen einer Auswärtstätigkeit, durch den Arbeitgeber oder auf dessen Veranlassung hin von einem Dritten eine Mahlzeit zur Verfügung gestellt, muss die Pauschale gekürzt werden. Die Kürzung beträgt 20 % für ein Frühstück und 40 % für ein Mittag- oder Abendessen, ausgehend von dem für eine 24-stündige Abwesenheit geltenden Pauschbetrag.
Beispiel: Ist ein Arbeitnehmer innerhalb Deutschlands auf Dienstreise und wird das Frühstück vom Arbeitgeber bezahlt (z. B. im Rahmen einer Hotelübernachtung mit Frühstück), muss die Verpflegungspauschale um 20 % (seit 2020 also 5,60 €) gekürzt werden.
Wird eine Mahlzeit nicht durch den Arbeitgeber selbst, sondern durch eine ausländische Mutter- oder Tochtergesellschaft zur Verfügung gestellt, so muss die Verpflegungspauschale des Mitarbeiters nicht gekürzt werden.